# Ulf Söderström (författare)
Ulf Bodach Söderström, född 4 september 1964 i Oscars församling i Stockholm, död 14 juli 2017 i Katarina distrikt i Stockholm, var en svensk författare, journalist och miljöpartistisk funktionär.

## Miljöpartiet
Söderström deltog 1986 i grundandet av Grön Ungdom, Miljöpartiets ungdomsförbund. Han arbetade i början 1990-talet på Miljömagasinet. Han blev pressekreterare vid Miljöpartiets riksdagskansli och från 2011 var Söderström politisk sekreterare för partiets språkrör Gustav Fridolin. Han satt vidare i styrelsen för Cogito.

## Författarskap
Söderström romandebuterade 1996 med Detonerade drömmar (Norstedts) om ungdomsliv i Stockholm på 1970- och 1980-talen. 2011 utkom han med Maskiner & Människor (Ordfront förlag), skriven tillsammans med Gustav Fridolin.

## Ulf Bodach Söderströms minnesfond
För att främja miljöpolitisk idédebatt instiftade Miljöpartiet 2018 ett stipendium till Ulf Bodach Söderströms minne. Prismottagare har hittills varit ekonomen Nina Åkestam Wikner, sociologen Dominka Vergara Polanska, journalisten Andreas Cervenka, författaren Birger Schlaug och professorn i filosofi Jonna Bornemark.